# Paul Delord
Pour les articles homonymes, voir Delord.
Paul Delord est un magistrat et homme politique français né le 21 février 1808 à Frayssinet-le-Gélat (Lot) et décédé le 27 mars 1883 à Puy-l'Évêque (Lot).

## Biographie
Fils d'un juge de paix, il fait carrière dans la magistrature, occupant différents postes de procureur sous la Monarchie de Juillet. Juge d'instruction à Cahors, il est révoqué en 1849 pour avoir refusé de poursuivre un journal républicain.
Lors du coup d’État du 2 décembre 1851, il tente de mettre en place une résistance à Cahors. Il doit s'enfuir à l'étranger et ne revient d'exil qu'en 1870. Il retrouve une place de juge entre 1876 et 1879, date à laquelle il est élu sénateur républicain du Lot.
Il meurt en 1883.